# 特劳茨基兴
特劳茨基兴是德国巴伐利亚州的一个市镇。总面积19.83平方公里，总人口1303人，其中男性651人，女性652人（2011年12月31日），人口密度66人/平方公里。